# Kofferfalte
Als Kofferfalten werden in der Tektonik konzentrische Falten bezeichnet, die aus ehemaligen horizontalen Gesteinsschichten durch seitlichen Druck während eines geologisch langen Zeitraumes zu trapez- oder gar rechteckigen Profilen geformt wurden. Sie verfügen über flache, horizontale Scheitel und steileinfallende, nahezu rechtwinklig stehende Schenkel.
Ausgeprägte Kofferfalten finden sich beispielsweise bei Bergmatten nahe Metzerlen-Mariastein (Kanton Solothurn) im Schweizer Faltenjura, auch bekannt als Blaue-Antiklinale, oder auch im ionischen Faltenland in Griechenland.